# Thysanomitrion macgregorii
Thysanomitrion macgregorii là một loài Rêu trong họ Dicranaceae. Loài này được (Broth. & Geh.) Broth. miêu tả khoa học đầu tiên năm 1924.